# Mittellandkanal

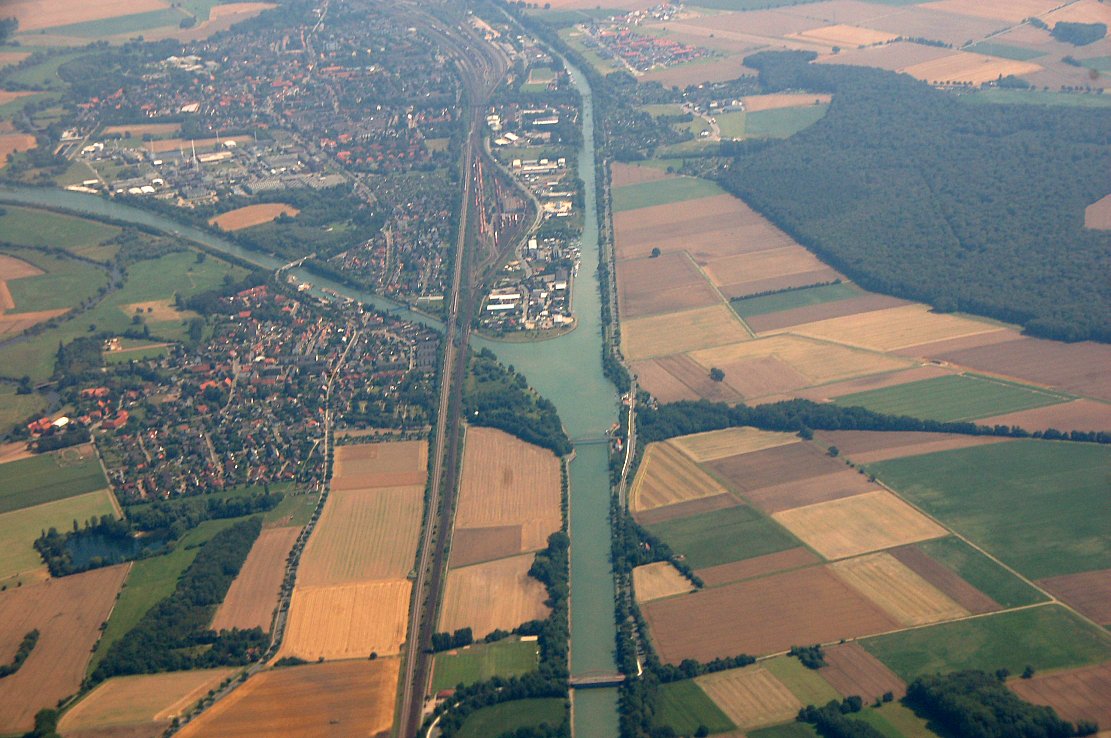
Veduta aerea del Mittellandkanal

Il Mittellandkanal o Canale del Mittelland con i suoi 325,7 chilometri (392 includendo i canali di diramazione e quelli di collegamento) è il canale più lungo della Germania centrale. Costituisce una via d'acqua basilare nel Paese suddetto, congiungendo le regioni industriali dei Länder occidentali con le regioni agricole della Germania centro-orientale, inoltre collega gli Stati dell'Europa occidentale quali Francia, Svizzera e Benelux con quelli dell'Europa orientale come Polonia e Repubblica Ceca. 

## Storia

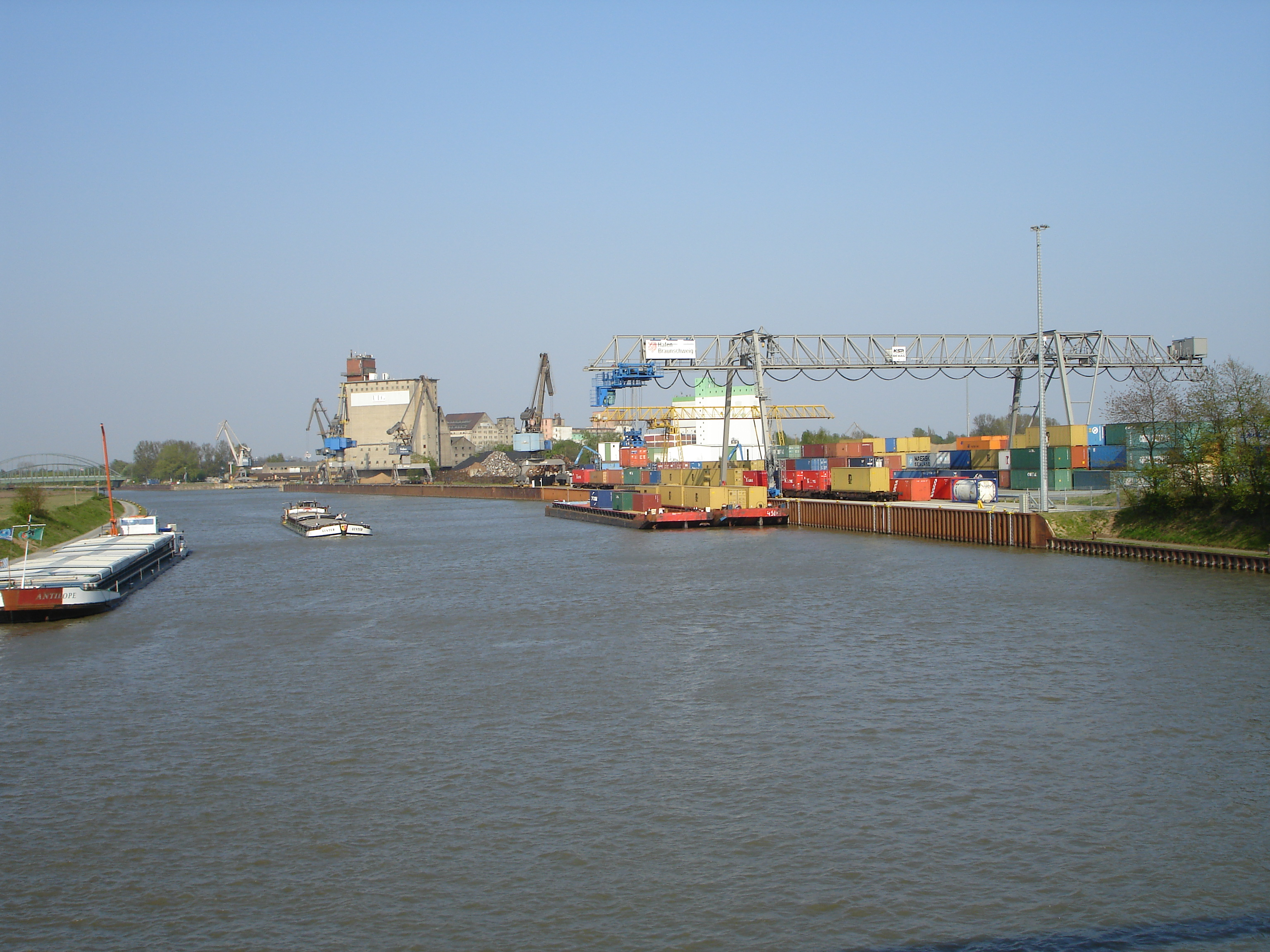
Il Mittellandkanal visto da Braunschweig

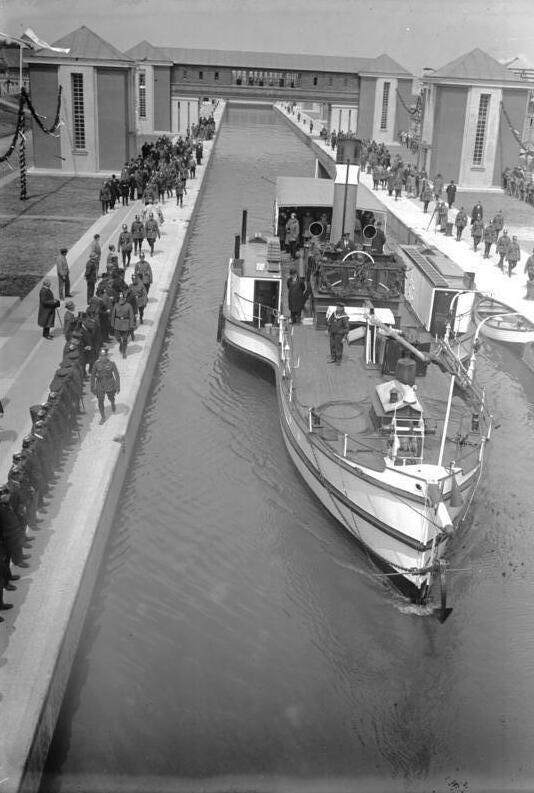
Inaugurazione della chiusa Anderten (foto del 1928)

La costruzione venne iniziata nel 1906, a partire da Bergeshövede (nel comune di Hörstel) lungo il canale Dortmund-Ems. Il tratto di Minden sulla Weser fu aperto nel mese di febbraio del 1915 e i primi anni veniva chiamato Ems-Weser-Kanal. Il ramo da Minden ad Hannover fu ultimato nell'autunno del 1916. 
Il tratto di Sehnde e il canale di diramazione per Hildesheim furono completati nel 1928; lo stesso anno venne inaugurata la chiusa Anderten ad Hannover. Peine fu raggiunta nel 1929 e Braunschweig nel 1933. Il ramo che termina a Magdeburgo venne aperto nel 1938, creando così un collegamento diretto tra la Germania occidentale e quella orientale. Il canale di diramazione per Salzgitter venne invece inaugurato nel 1941. Il progettato ponte sul canale dell'Elba, necessario per evitare condizioni di acqua bassa in estate, non fu costruito a causa della Seconda guerra mondiale. 
Al termine del conflitto, dopo la spartizione della Germania, il Mittellandkanal fu diviso tra la Germania Ovest e la Germania Est, tra le quali il confine era Wolfsburg. Per consentire l'accesso dalla parte occidentale del canale ad Amburgo e alla Germania settentrionale, evitando sia la DDR sia la navigabilità a volte limitata del fiume Elba, fu aperto nel 1977 il Canale Laterale dell'Elba. 
Dopo la riunificazione tedesca, l'importanza del Mittellandkanal come via di comunicazione aumentò. È stato ripreso il progetto per il ponte sull'Elba, mentre il ponte canale di Magdeburgo (lungo 918 m), che permette un collegamento diretto con il canale Elba-Havel, è stato inaugurato nell'ottobre 2003. Inoltre è in discussione un progetto di congiunzione del canale con il Twentekanaal nei Paesi Bassi per abbreviare il tratto che si immette nel porto di Rotterdam.

## Descrizione
Il Mittellandkanal si dirama dal canale Dortmund-Ems a Hörstel (vicino a Rheine), devia a nord in direzione della Foresta di Teutoburgo, oltrepassa Hannover e si immette nel fiume Elba nei pressi di Magdeburgo, dove si collega al canale Elba-Havel; da qui scorre per lo più rettilineo fino a Berlino attraverso il canale Havel-Oder. Attraverso due ponti canali confluisce nel fiume Weser a Minden e nell'Elba all'altezza di Magdeburgo, anche in questo caso tramite un ponte canale. Canali di collegamento sono presenti a Ibbenbüren, Osnabrück, Minden, Hannover-Linden, Hannover-Misburg, Hildesheim e Salzgitter. A ovest di Wolfsburg si dirama il Canale Laterale dell'Elba, costituendo così un collegamento con Amburgo e (attraverso il canale Elba-Lubecca) il Mar Baltico.

### Tratti

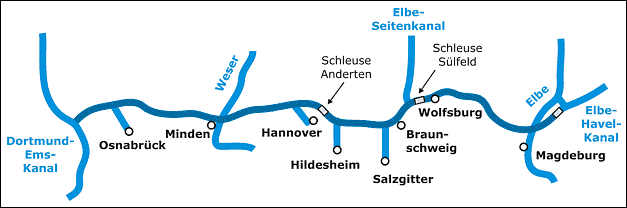
Corso del Mittellandkanal

Il Mittellandkanal consta di quattro tratti principali: 
1) il canale Reno-Herne, aperto nel 1914, che si dirama dal Reno a Duisburg ed attraversa il bacino della Ruhr nella parte mediana; il traffico è ingente e riguarda specialmente il carbone, i minerali di ferro, le sabbie per fonderie e i cereali. 
2) il canale Dortmund-Ems, che è stato costruito negli anni 1887–1899 e attraversa la parte orientale del bacino renano. 
3) il canale Ems-Weser, aperto nel 1916, che scorre fino ad Hannover. 
4) il canale Weser-Elba, costruito tra il 1918 e il 1938; alcune diramazioni permettono di accedere a Osnabrück, Hannover e Hildesheim; serve soprattutto per il trasporto di carbone, minerali, ferro, cereali, legname e sali potassici.

## Porti da Ovest ad Est

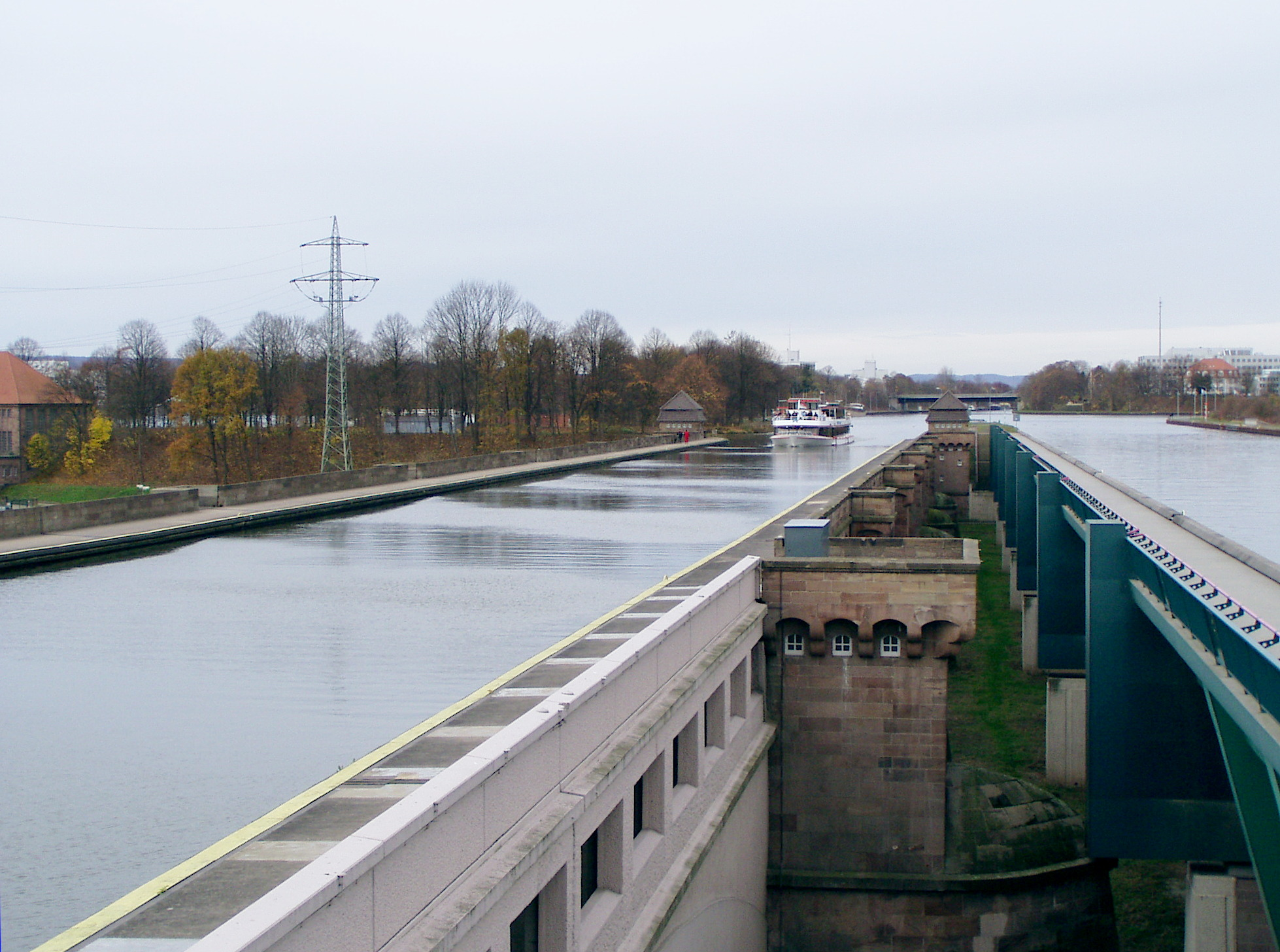
Vecchio e nuovo ponte canale presso Minden

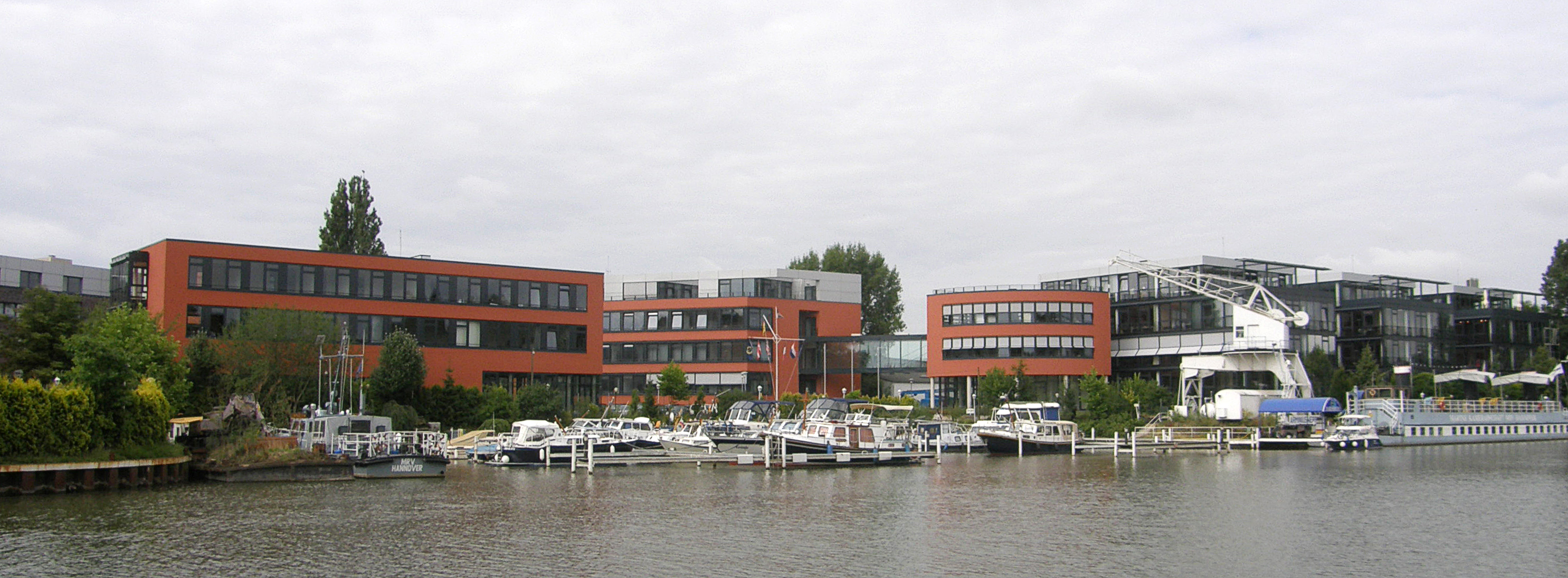
Porto per yacht sul Mittellandkanal ad Hannover

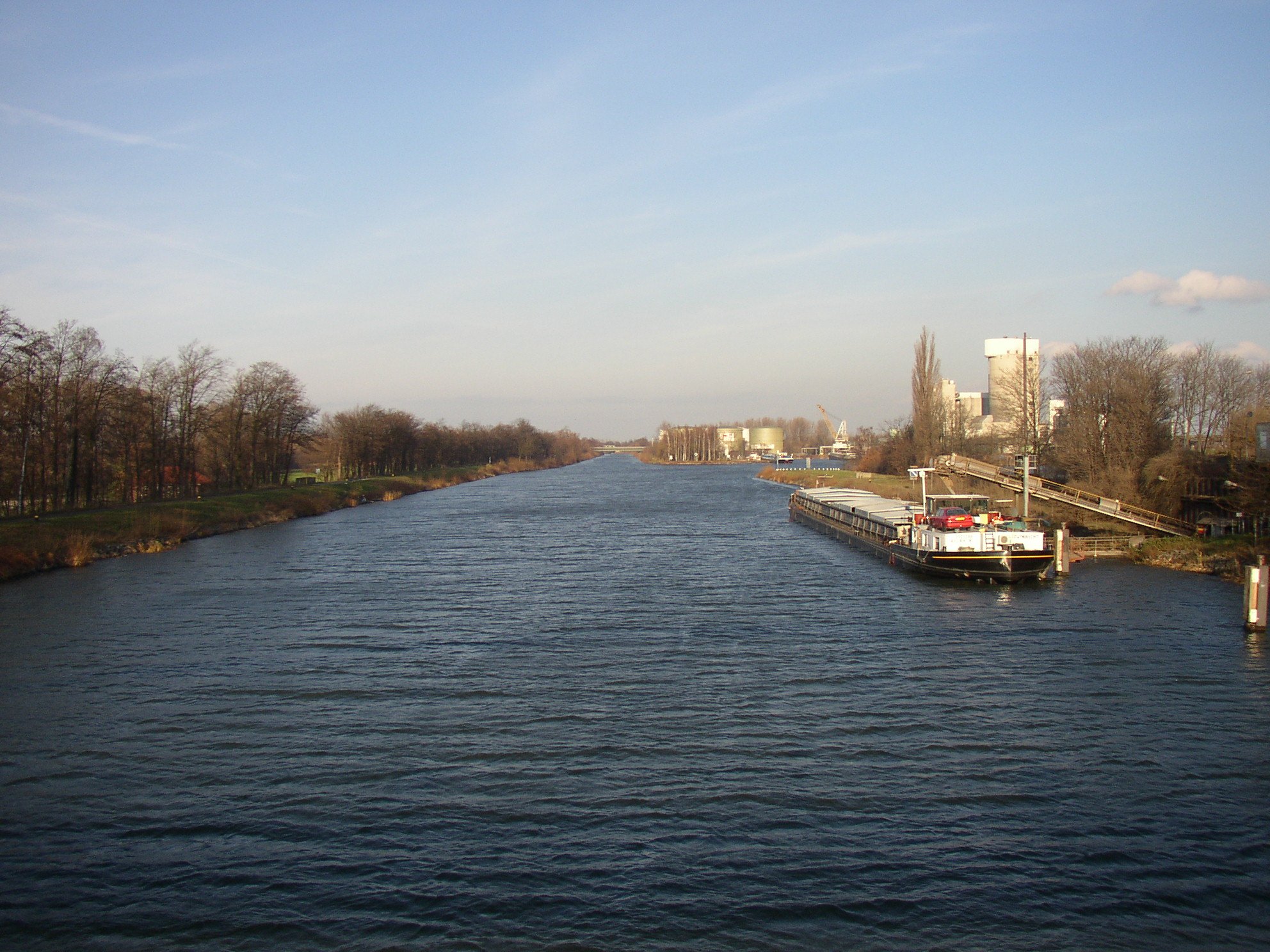
Il canale di diramazione nei dintorni di Salzgitter

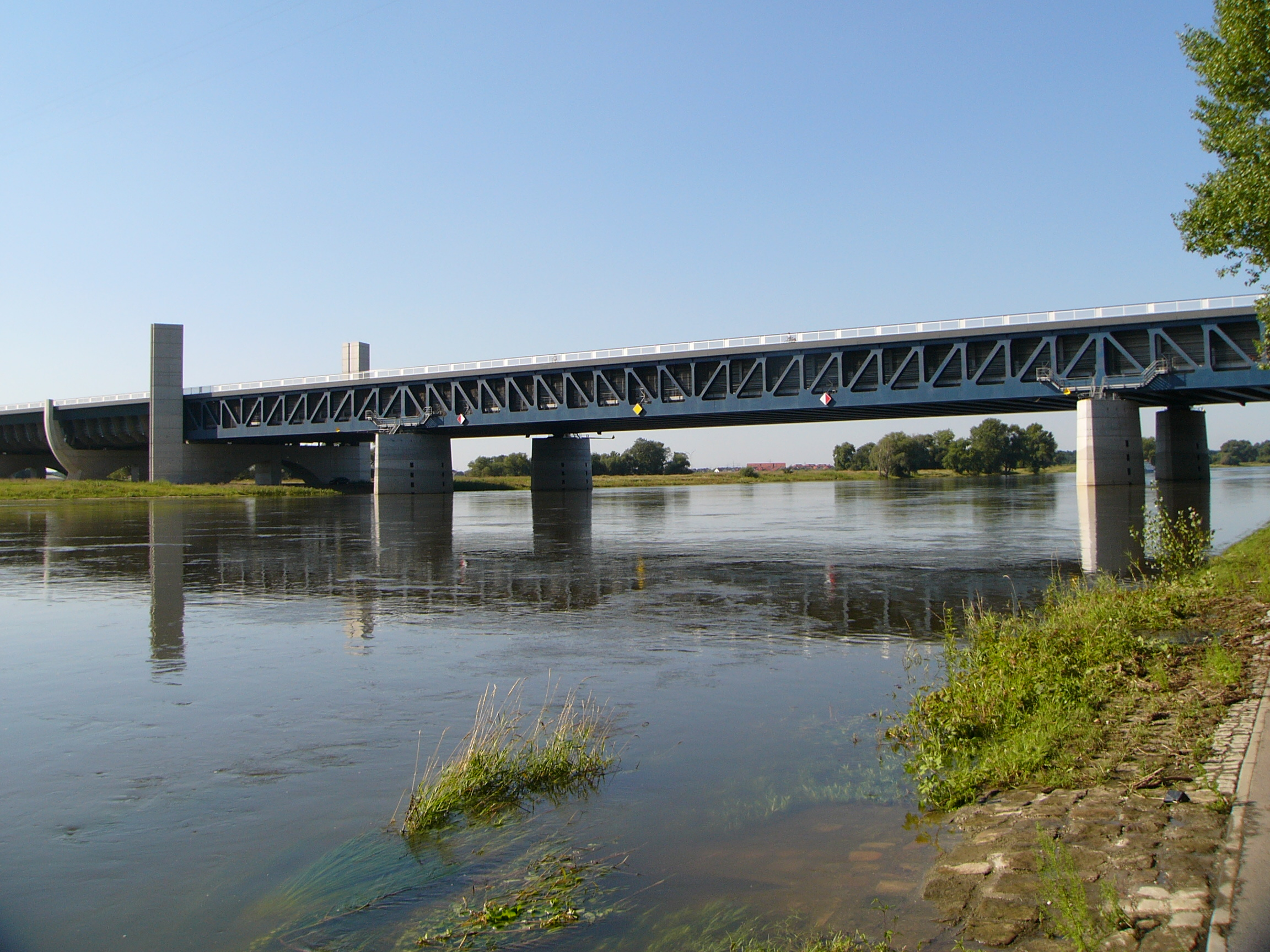
Il Kanalbrücke Magdeburg (costruito nel 2003) con sezione a trogolo presso Magdeburgo

### LandRenania Settentrionale-Vestfalia
- Ibbenbüren
- Recke
- Mettingen
- Getmold
- Lübbecke
- Hille
- Minden

### LandBassa Sassonia
- Osnabrück (tramite un canale di diramazione)
- Bramsche
- Bohmte (punto di trasbordo)
- Bad Essen
- Bückeburg
- Niedernwöhren
- Sachsenhagen
- Wunstorf
- Seelze
- Hannover
- Sehnde
- Hildesheim (tramite un canale di diramazione)
- Peine
- Wendeburg
- Salzgitter (tramite un canale di diramazione)
- Braunschweig
- Abbesbüttel
- Edesbüttel
- Wolfsburg

### LandSassonia-Anhalt
- Drömling
- Flechtingen
- Haldensleben
- Vahldorf
- Magdeburgo (tramite un canale di collegamento)